# Señoría de Rímini
La señoría de Rímini (o Signoria de Rimini) fue una entidad territorial autónoma que existió desde 1295 hasta 1500, constituida por Malatesta da Verucchio después del período comunal y gobernada por sus descendientes durante más de doscientos años. Tras la ocupación por César Borgia e incorporación a los dominios de la Iglesia, en el bienio 1522-1523 Pandolfo IV Malatesta (conocido como Pandolfaccio) recuperó el poder y también en el período 1527-1528, junto a su hijo Segismundo. Después, el territorio fue anexionado definitivamente al Estado Pontificio.

## Historia

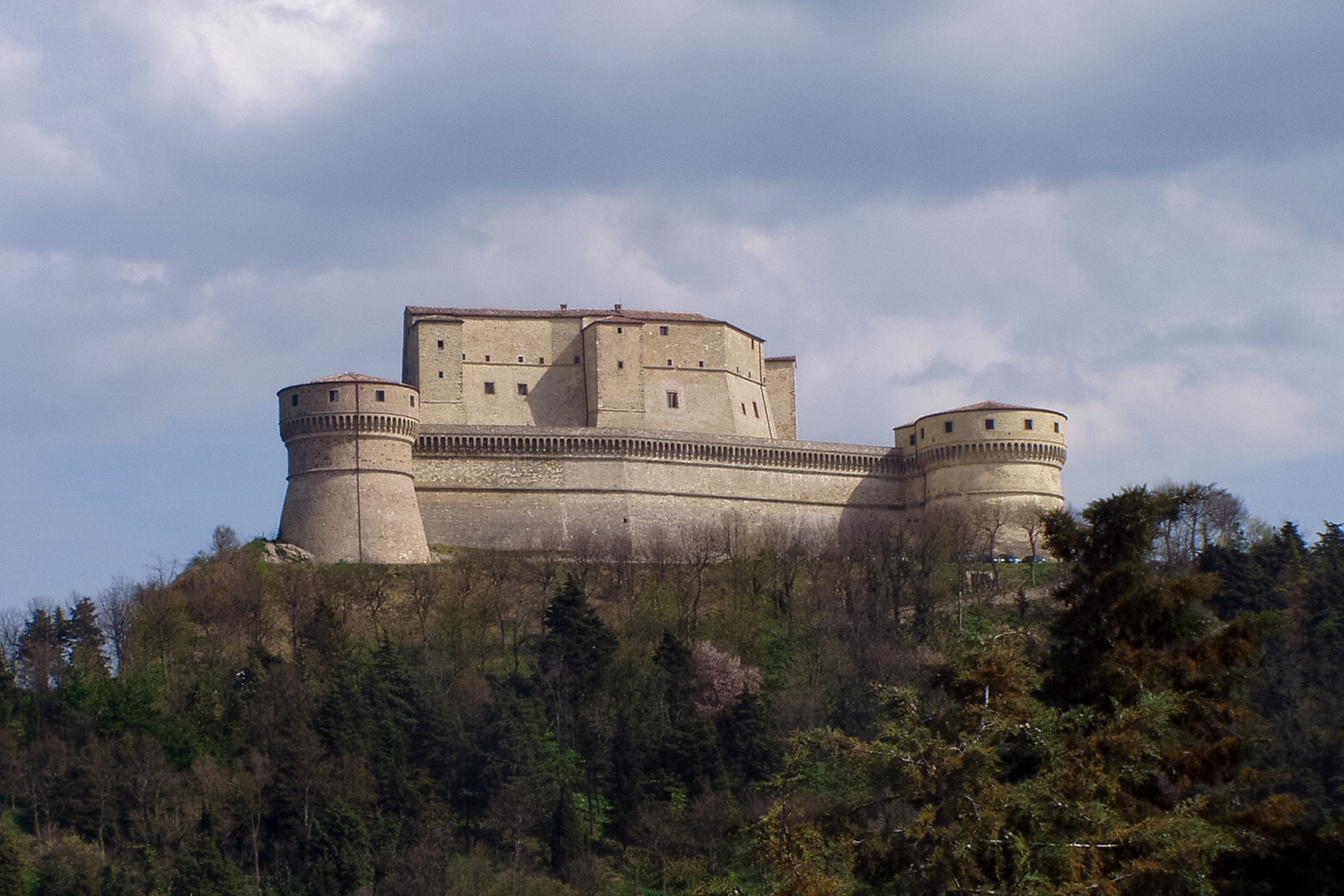
El Fuerte de San Leo

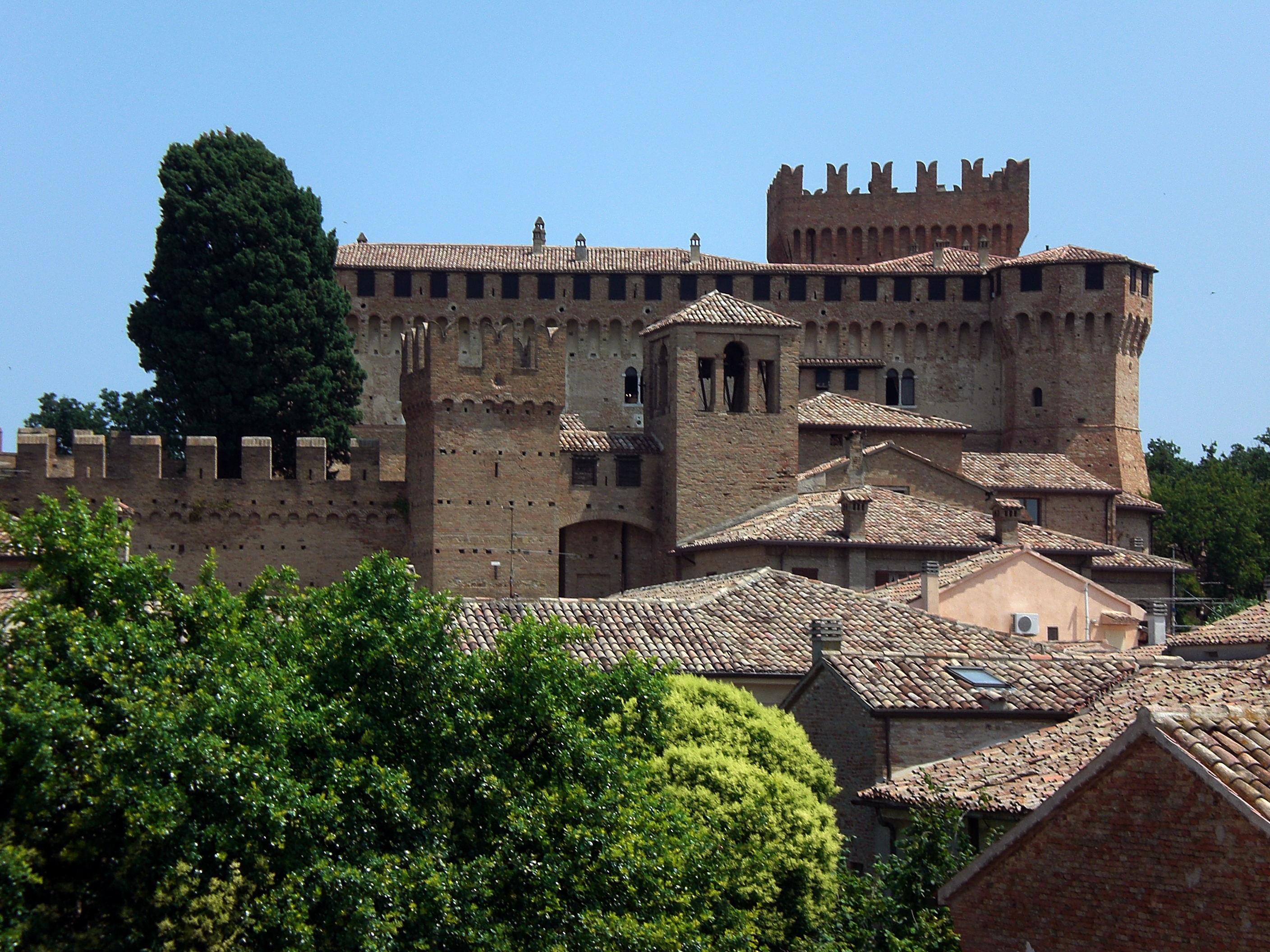
El castillo de Gradara

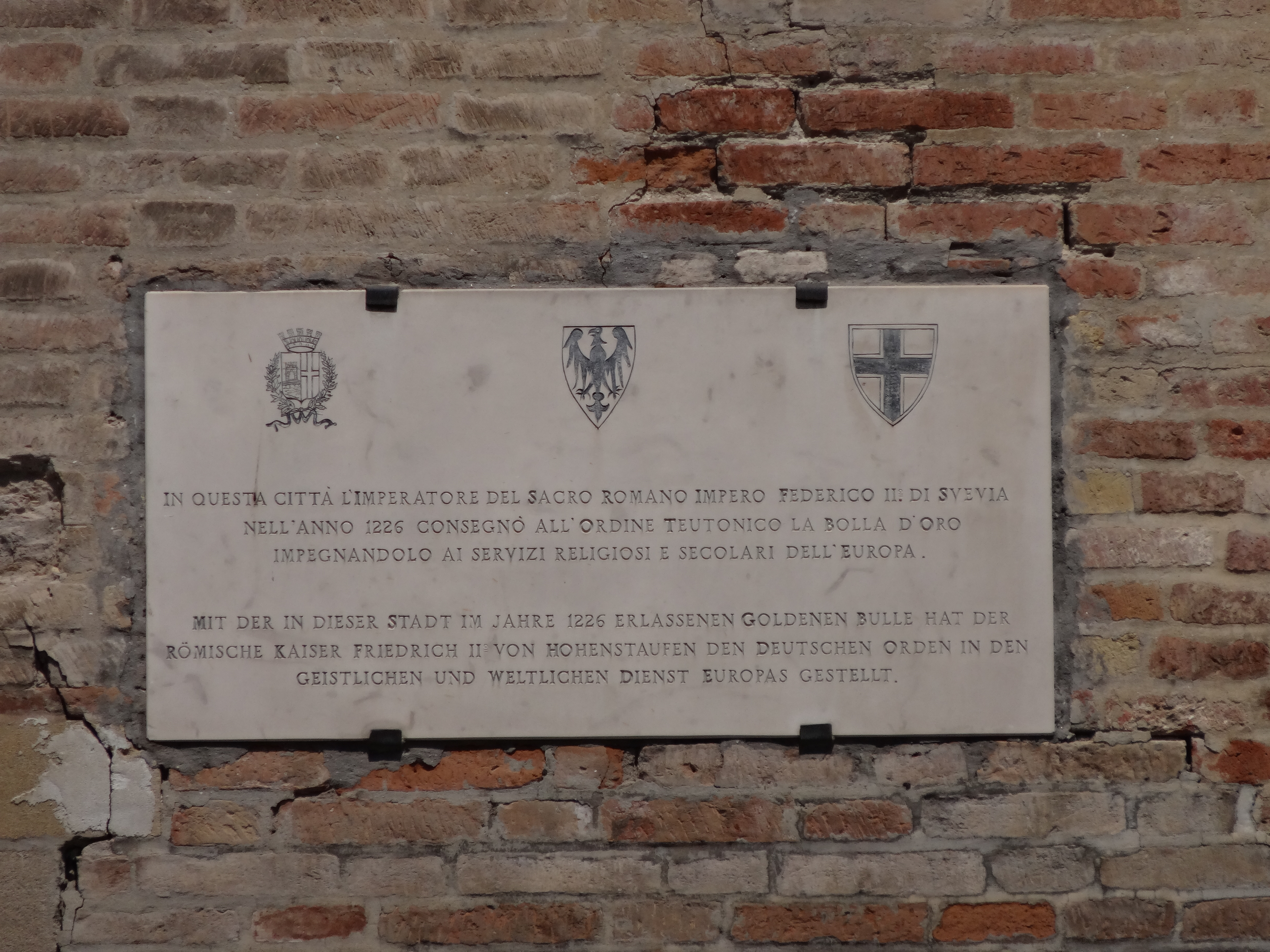

El dominio de los Malatesta fue variado y cambiante. Estaba comprendido, en los momentos de mayor esplendor, por Rímini, Cervia, Fano, Fossombrone, Pesaro, Iesi, Osimo, Sogliano al Rubicone, Senigallia, Ascoli, Cesena, Bertinoro, Santarcangelo y otros lugares de las actuales regiones de Romaña y Las Marcas. Pero la ciudad y el territorio centro de su poder fue Rimini.
No tenían una administración centralizada y periférica, sino que era ante todo local (también en el ámbito ejecutivo y jurisdiccional). Algunas ramas de la familia administraban los señoríos de Rimini:
- Cesena (rama de Galeotto I y Domenico Malatesta Novello, creador de la Malatesta Biblioteca)
- Pesaro (rama de Malatesta III Guastafamiglia y Pandolfo II)

La rama principal de Rímini, eje del poder dinástico, limitaba con el mar Adriático, Cesena, el condado de Urbino, Pesaro, la república de San Marino y el Estado Pontificio (con el enclave de Senigallia).
Fortalezas y mansiones caracterizaron el paisaje de los barrios: los más representativos fueron el fuerte de San Leo (propiedad de los Malatesta desde la segunda mitad del siglo XIV hasta 1441, cuando lo tomó Federico de Montefeltro) y el castillo de Gradara (lugar de supuestos sucesos familiares trágicos, mencionados por Dante Alighieri, propiedad de los señores de Rímini hasta 1463).
La economía de la Signoria era principalmente agrícola, aunque la cría de ganado y la pesca también eran importantes. La recaudación de impuestos, incluidos los peajes a pagar en las fronteras con otros feudos, fue el principal rubro del presupuesto señorial. El emperador Federico Barbarroja, en 1157, otorgó a la ciudad de Rimini el derecho a acuñar monedas, reafirmado en 1250 por el papa Inocencio IV y, cuatro años más tarde, por el rey de romanos Guillermo II de Holanda. La actividad de la ceca cesó en 1468 por orden de Pío II, tras la muerte de Segismundo Pandolfo. También estaban las cecas de Cesena y Pesaro.
Malatesta da Verucchio, después de haber ocupado el cargo de podestá, en 1295 logró derrocar a las familias gibelinas de Rímini y se proclamó señor, obteniendo el vicariato apostólico del Papa Bonifacio IX, debilitado por la crisis de su suprema autoridad motivada por el Cisma de Occidente. A partir de ese momento comenzó el surgimiento de la familia, perturbada, sin embargo, por las sangrientas luchas dentro de ella por la sucesión y posesión de los territorios, especialmente tras la muerte del centenario Malatesta. A esta precaria situación se sumó la hostilidad y antagonismo de ilustres personalidades interesadas en las posesiones malatestinas, como Francesco Sforza, duque de Milán, el poderoso vecino del Ducado de Urbino Federico da Montefeltro y César Borgia.
Rímini, sin embargo, durante el señorío de Segismundo Pandolfo (1432-1468), distinguido líder y mecenas, logró importantes resultados desde los aspectos urbanos, artísticos (construcción del Templo de Malatesta y Castel Sismondo), políticos y económicos. La corte renacentista de Segismundo atrajo a escritores, pintores, como Piero della Francesca, y arquitectos, especialmente en la persona de Leon Battista Alberti. [9]
A la muerte del gran Malatesta le siguió un período de peligrosa incertidumbre para el señorío, debido a la debilidad de los sucesores y la agresividad del duque Valentino. Este último ocupó Rímini, expulsando a Pandolfo IV. Tras la muerte del Papa Alejandro VI, el dominio borgiano terminó y el señorío fue anexado al Estado Pontificio: Pandolfaccio reasumió brevemente el poder de manera efímera en los períodos 1522-1523 y 1527-1528, solo para ser exiliado a la vecina Ferrara del Duque Alfonso I de Este y morir en Roma en 1534.

## Señores de Rímini (1295-1500)

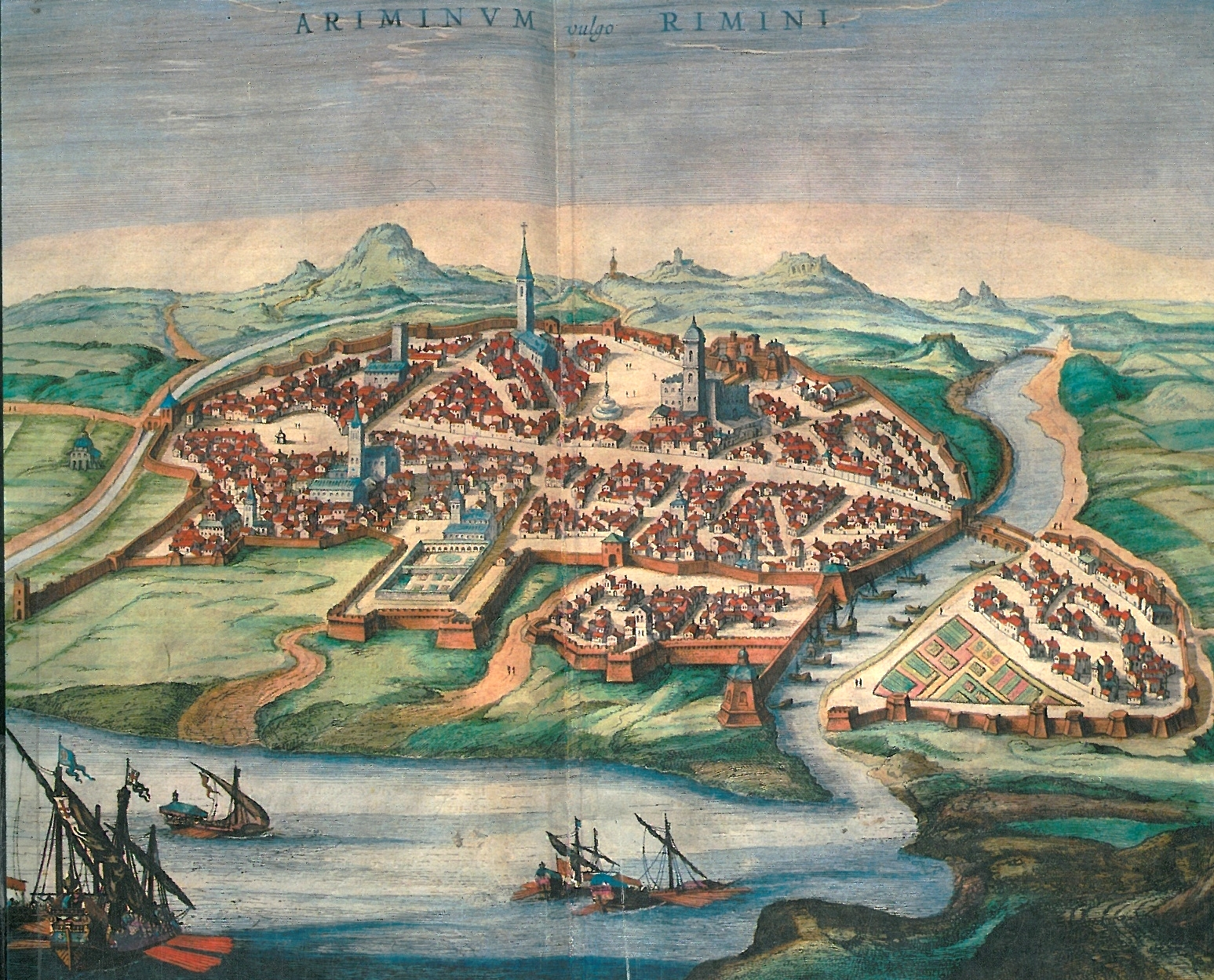
Rímini en tiempos de la Signoria

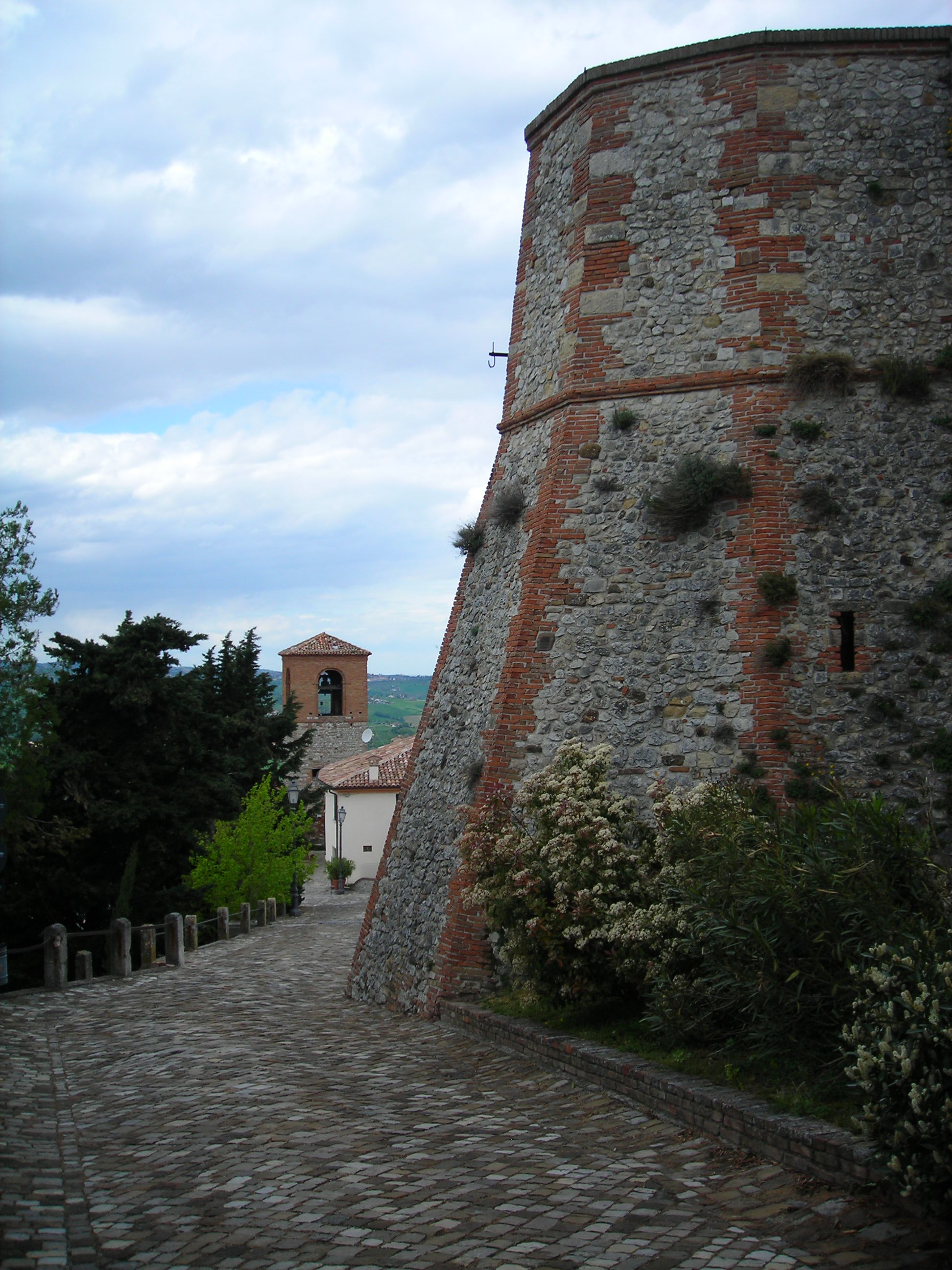
La rocca de Verucchio

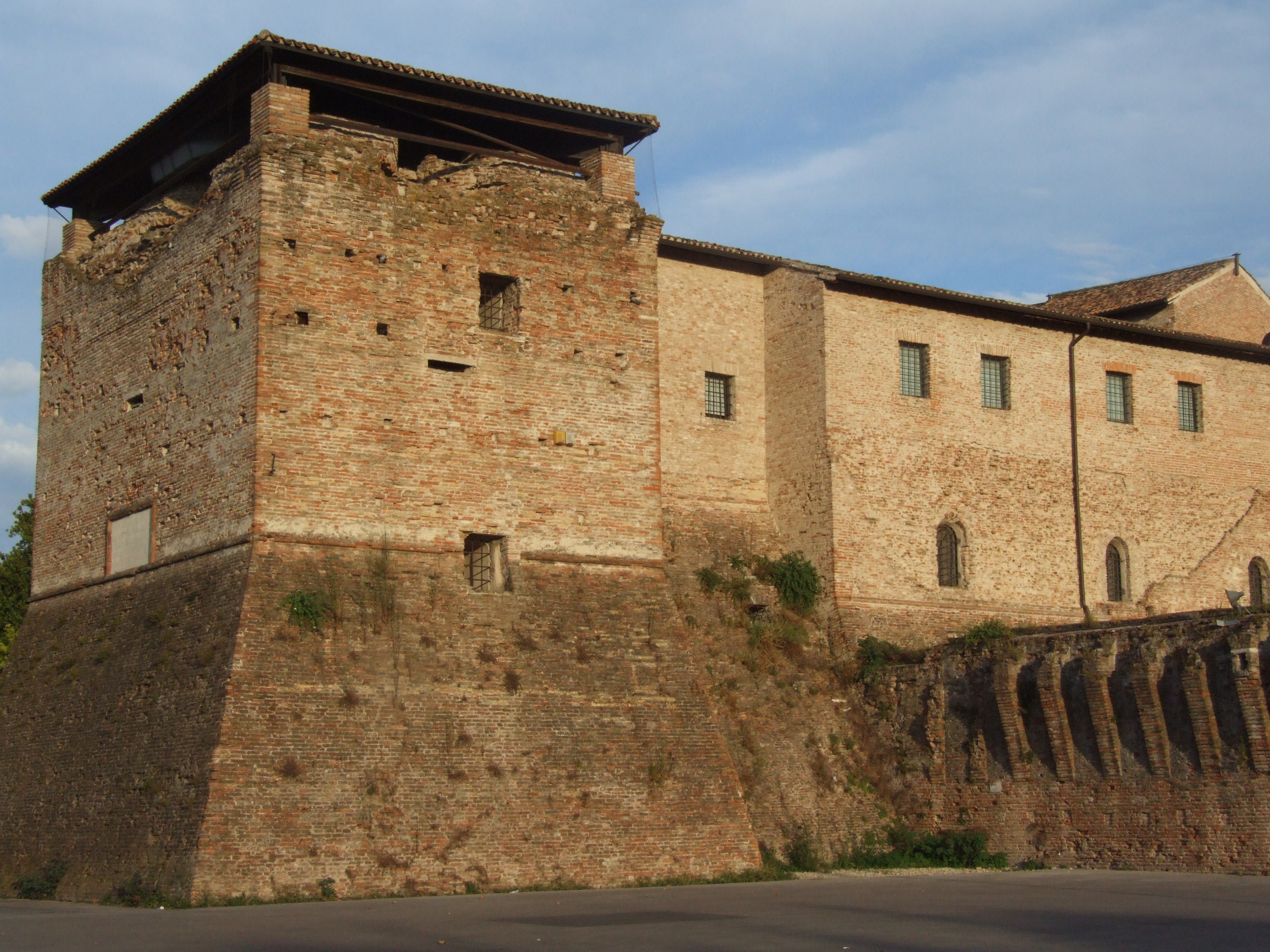
Castel Sismondo

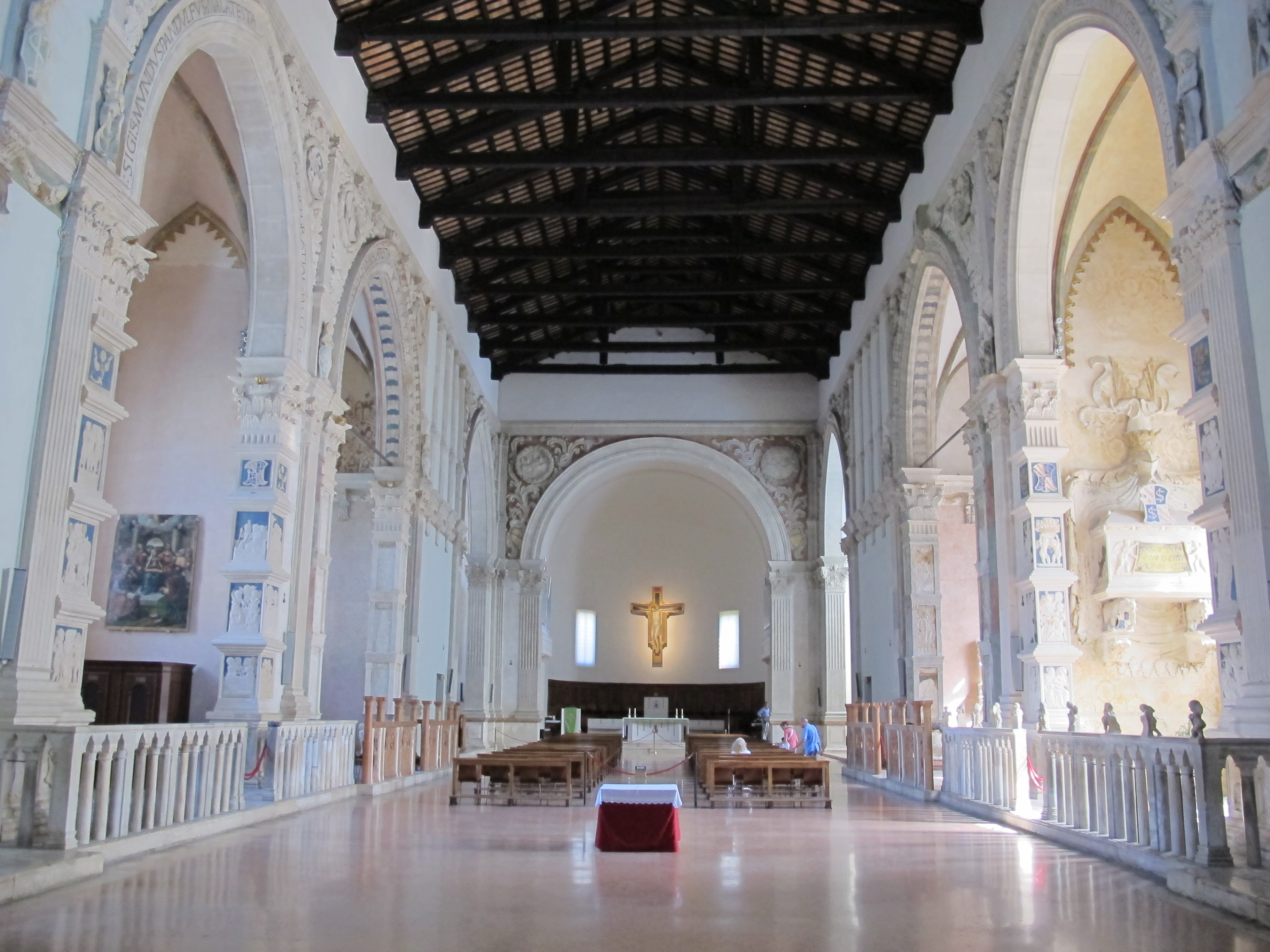
Interior del Templo Malatestiano

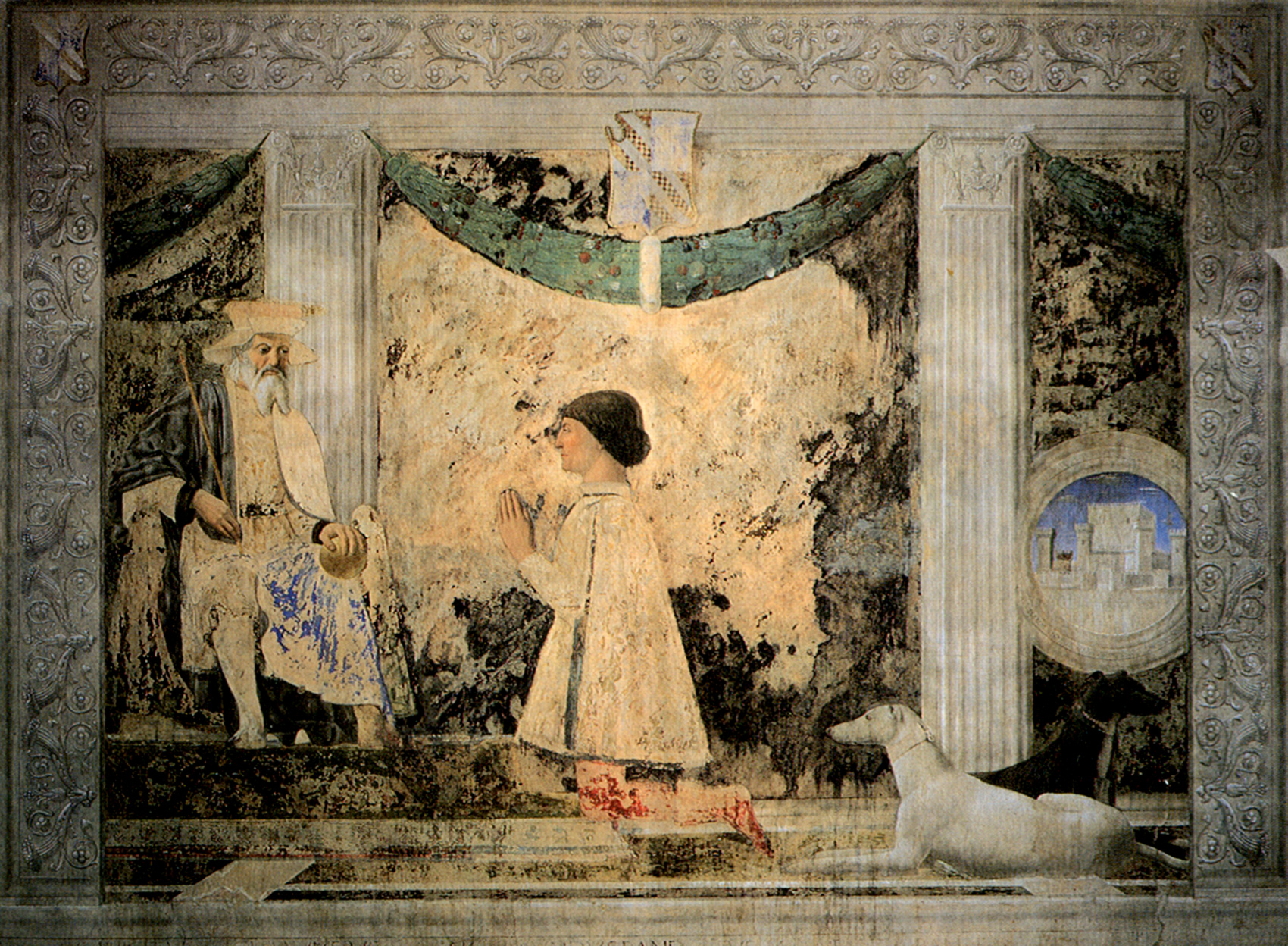
Sigismondo Pandolfo Malatesta
(Piero della Francesca, Templo Malatestiano)

La familia Malatesta siguió la numeración dinástica dentro de la familia e independientemente de las diferentes ramas.
| Foto | Ninbre                    | Señoría   | Esposa                                                | Notas                                                                 |
|      | Malatesta II da Verucchio | 1295-1312 | Concordia dei Pandolfini, Margherita Paltenieri       | hijo de Malatesta I, podesta de Pennabilli (1239-1249), y de Adelasia |
|      | Malatestino I Malatesta   | 1312-1317 | Giacoma de Rossi                                      |                                                                       |
|      | Pandolfo I                | 1317-1326 | Taddea de Rimini                                      |                                                                       |
|      | Ferrantino                | 1326-1335 | Belluccia de Rimini                                   |                                                                       |
|      | Malatesta III             | 1336-1367 | Costanza Ondedei                                      |                                                                       |
|      | Malatesta Ungaro          | 1363-1372 | Costanza de Este                                      | segunda mujer                                                         |
|      | Galeotto I                | 1372-1385 | Elisa de la Villette, Gentile da Varano               |                                                                       |
|      | Carlo I                   | 1385-1429 | Elisabetta Gonzaga (?-1432)                           |                                                                       |
|      | Galeotto Roberto          | 1429-1432 | Margherita de Este (1411-1476)                        |                                                                       |
|      | Sigismondo Pandolfo       | 1432-1468 | Ginevra de Este, Polissena Sforza, Isolda de los Atti |                                                                       |
|      | Roberto                   | 1468-1482 | Elisabetta de Montefeltro                             |                                                                       |
|      | Pandolfo IV               | 1482-1500 | Violante Bentivoglio                                  | último señor soberano                                                 |